# Angels
"Angels" je treći singl s albuma The Silent Force nizozemske simfonijske metal grupe Within Temptation. Bio je na mjestu 9 na top listi u Finskoj i 11 u Nizozemskoj. Za pjesmu postoji i glazbeni video.

## Popis pjesama
CD singl (2 pjesme)
1. "Angels" - 4:02
2. "Say My Name" - 4:06

CD singl (3 pjesme)
1. "Angels" - 4:02
2. "Say My Name" - 4:06
3. "Forsaken" uživo s Tilburga - 4:54

Maksi singl
1. "Angels" - 4:02)
2. "Say My Name" - 4:06
3. "Forsaken" uživo s Tilburga - 4:54
4. "The Promise" uživo s Tilburga - 7:59
5. "Angels" uživo s Tilburga - 4:12

## Top liste
| Top liste (2005.)   | Najviša pozicija |
| ------------------- | ---------------- |
| Austrija            | 50               |
| Belgija (Flandrija) | 41               |
| Finska              | 9                |
| Nizozemska          | 8                |
| Njemačka            | 25               |